# Bahía Blanca (stad)
Bahía Blanca is een stad in partido Bahía Blanca in de provincie Buenos Aires in Argentinië. Het ligt aan het gelijknamige estuarium Bahía Blanca van de Atlantische Oceaan. In 2001 woonden er 274.509 mensen.

## Geschiedenis
De naam betekent de witte baai en verwijst naar de typische kleur van de kusten als gevolg van zoutneerslag. De baai, die in feite een estuarium is, werd voor het eerst ontdekt door Ferdinand Magellaan gedurende zijn wereldreis op bevel van keizer Karel V. In 1520 zocht hij naar een doorvaart die de Atlantische Oceaan verbond met de Grote Oceaan.
De stad is ontstaan toen hier in 1828 een fort werd gebouwd ter verdediging van de zuidkust tegen Braziliaanse indringers. In 1884 werd de haven aangesloten op het spoorwegnetwerk waardoor de handel sterk toenam. Omstreeks deze tijd werd zo’n 20 kilometer ten oosten van de stad de haven Puerto Belgrano aangelegd voor de Argentijnse marine. Dit is nog steeds de grootste marinehaven van het land. Door de spoorwegen werd Bahia Blanca een belangrijke exporthaven van graan en vlees. Het Museo del Puerto geeft een goed overzicht van de historie en ontwikkeling van de haven.

## Klimaat

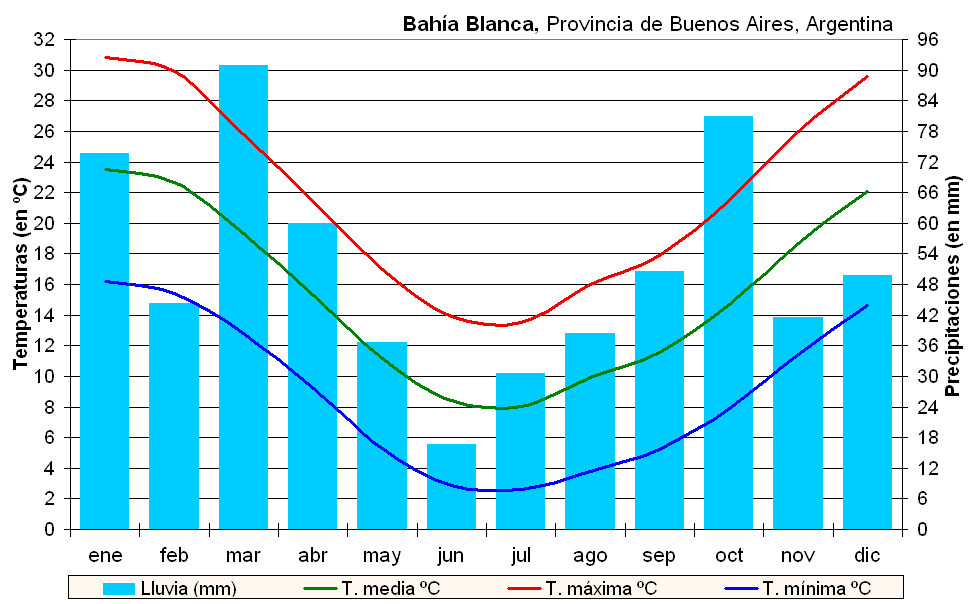
Neerslag (kolommen), laagste (blauwe lijn), gemiddelde (groen) en warmste (rood) temperaturen per maand

De stad heeft een steppeklimaat (BSk, volgens de Klimaatclassificatie van Köppen). De invloed van de nabijgelegen oceaan laat zich voelen. Er is een duidelijke winter en zomer zonder dat er sprake is van extreme weersomstandigheden. De gemiddelde jaartemperatuur is 15 °C. De gemiddelde jaarlijkse neerslag is 600 millimeter en de natste maanden zijn februari en maart in het najaar en oktober en november in het voorjaar. Het aantal zonuren ligt boven de 2300 per jaar. De wind is in het algemeen matig, maar waait het sterkst tussen december en februari.

## Economie
De stad heeft een van de belangrijkste havens van Argentinië en bestaat eigenlijk uit vier havens: Puerto Galvan, Puerto Rosales, Puerto Cuateros en Puerto Belgrano.

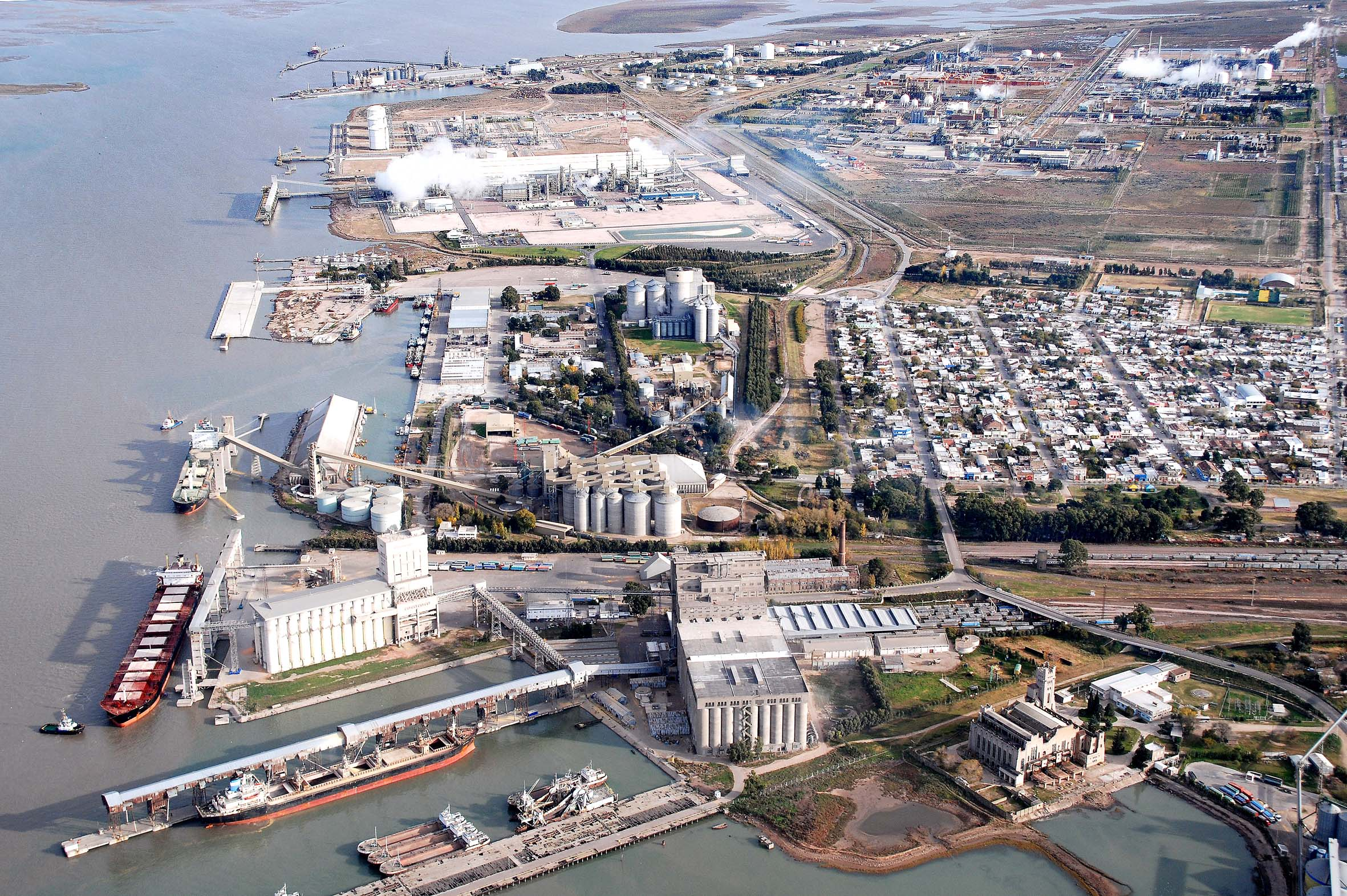
De haven van de voorstad Ingeniero White in 2007

De haven ligt aan een beschutte baai waar schepen in kalme waters kunnen laden en lossen. De aanleg van een spoorweg en de uitdieping van de baai tot 14 meter maakte Bahia Blanca de eerste diepzeehaven van Argentinië. In de haven worden vooral graan en energiestoffen zoals aardolie en lng overgeslagen. In 2018 werd 13,1 miljoen ton behandeld waarvan 6,6 miljoen ton graan en 3,7 miljoen ton olie en gas.
Begin 2019 arriveerde de FLNG Tango in Bahia Blanca. Deze drijvende fabriek condenseert aardgas tot vloeibaar lng, zodat het verder met gastankers kan worden getransporteerd naar de afnemers. Volgens de eigenaar, het Belgische bedrijf Exmar, blijft het schip hier 10 jaar liggen. Het schip heeft een capaciteit van zo'n 0,5 miljoen ton lng per jaar en is gehuurd door het Argentijnse energiebedrijf YPF.

## Religie
De stad is de zetel van het rooms-katholieke aartsbisdom Bahía Blanca. In 1934 werd de stad een bisdom en in 1957 een aartsbisdom.

## Geboren
- César Milstein (1927-2002), biochemicus en Nobelprijswinnaar (1984)
- Alfio Basile (1943), voetballer en voetbaltrainer
- Amina Helmi (1970), sterrenkundige
- Manu Ginóbili (1977), basketballer
- Rodrigo Palacio (1982), voetballer
- Facundo Tello (1982), voetbalscheidsrechter
- Germán Pezzella (1991), voetballer
- Lautaro Martínez (1997), voetballer